# Biblioteca provinciale di Potenza
La Biblioteca provinciale di Potenza è la prima biblioteca pubblica della Basilicata.

## Storia

### Le origini
La Biblioteca fu istituita nel 1893 dal Consiglio provinciale di Basilicata, dietro sollecitazione dell'intellettuale Raffaele Riviello e del consigliere provinciale Decio Albini, con l’intento di realizzare "una biblioteca-archivio per la raccolta di tutto ciò che si riferisca alla storia della regione". Il suo primo direttore, l’ingegnere Giovanni Ianora, fu nominato dalla Deputazione provinciale nel 1893.
La sede, collocata al pianterreno del Palazzo della Provincia, fu aperta al pubblico nel 1900 e inaugurata ufficialmente nel 1901. Al primo fondo bibliografico, frutto delle donazioni di intellettuali lucani, come Sergio De Pilato, Orazio Gavioli, Vittorio De Cicco, Giuseppe Bonitatibus ed Edoardo Pedìo, si aggiunsero libri e giornali donati da Giustino Fortunato, Giacomo Racioppi, Decio Albini ed Ettore Ciccotti, che fu membro del Consiglio direttivo dal 1910 al 1922.
Il primo trasloco, dal Palazzo della Provincia ai locali adiacenti di via Ascanio Branca, ebbe luogo nel 1908. A seguito di un incendio che nella notte tra il 22 e il 23 febbraio 1912 danneggiò la biblioteca (e distrusse il Museo archeologico provinciale), essa fu chiusa e poi riaperta nei locali di via Plebiscito.
La biblioteca fu diretta da Sergio De Pilato dal 1912 fino al 2 maggio 1941, giorno in cui fu destituito dalla Biblioteca Provinciale e sostituito da Stefano Nicola Lauria.

### L'inaugurazione della sede in corso Garibaldi e i trasferimenti successivi

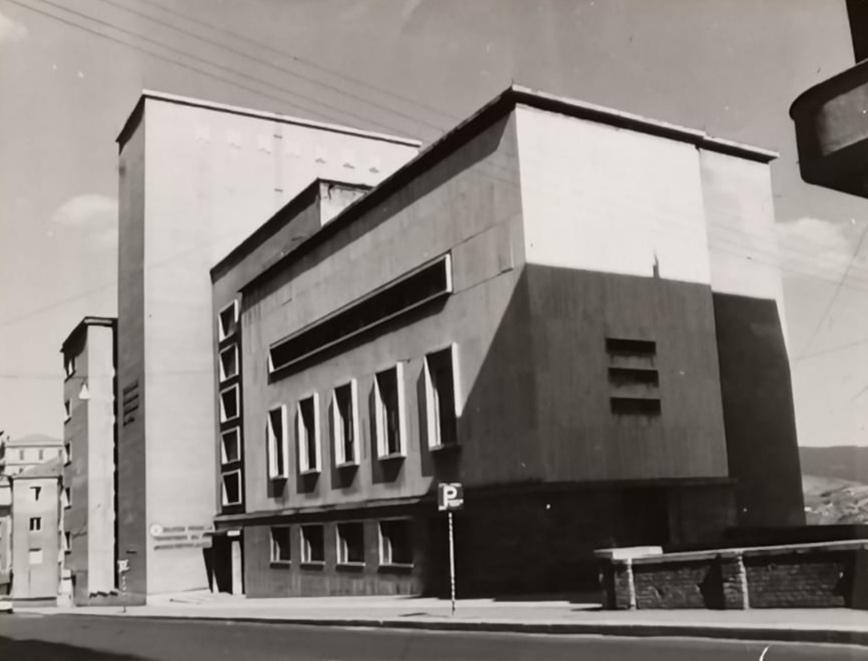
La sede in corso Garibaldi

La biblioteca si trasferì nella nuova sede in corso Garibaldi, inaugurata il 22 ottobre 1940 alla presenza del ministro Giuseppe Bottai, che ospitò anche l’Archivio di Stato di Potenza e il Provveditorato agli studi. Tra il 1940 e il 1943 troviamo tra i suoi lettori più assidui anche una piccola comunità cosmopolita di internati per motivi politici e razziali, destinati a Potenza e ad alcuni paesi limitrofi. Fu la bibliotecaria Teresa Motta ad accogliere con coraggio e discrezione questi internati, tra cui Franco Venturi e Manlio Rossi-Doria, cui le leggi vigenti non consentivano di accedere alla biblioteche italiane, e a garantire loro un flusso costante di libri.
Nel 1936 la Cooperativa Muratori e Cementisti di Ravenna risultò vincitrice dell’appalto concorso bandito dall’Amministrazione provinciale di Potenza con il progetto dell’architetto  Ernesto Puppo (Genova, 1904 – Barcellona, 1987) per la costruzione della nuova sede della Biblioteca provinciale. I lavori, iniziati nel 1937, terminarono nel 1939. L'edificio costituisce una delle più pregevoli testimonianze dell'architettura del Novecento a Potenza nonché l’opera più importante di Puppo, uno dei fondatori del Movimento di Architettura Razionale-Gruppo Roma. L'edificio fu chiuso a lungo dopo i bombardamenti aerei del 1943.
Il terremoto del 5 maggio 1990 provocò l'inagibilità dell'edificio e la temporanea chiusura della Biblioteca provinciale, che riaprì dopo pochi mesi nei locali di piazza Gianturco. Nel 1997 la biblioteca si spostò in via Vescovado, nel centro storico del capoluogo, dove rimase fino al 2000, quando fu trasferita nella sede in via Maestri del Lavoro, inaugurata il 21 settembre 2001, a cento anni dalla prima inaugurazione.

### Il Polo culturale integrato

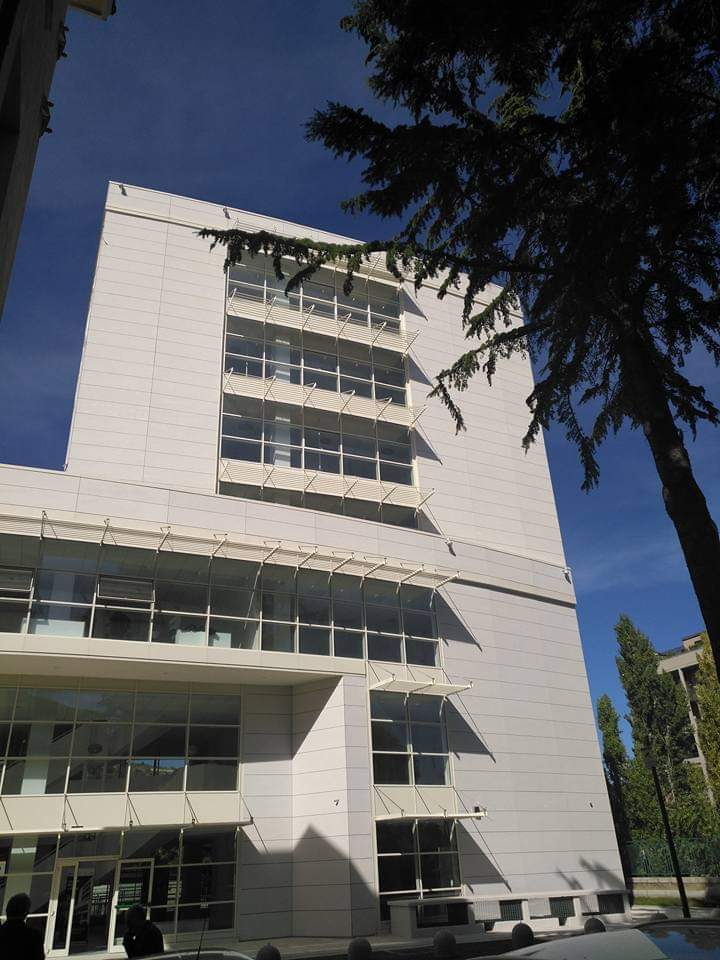
Il Polo bibliotecario di Potenza

Il 29 novembre 2017 è stato sottoscritto un Protocollo d’intesa tra il Ministero dei Beni e delle Attività Culturali e del Turismo, la Regione Basilicata e la Provincia di Potenza, che ha decretato la nascita del Polo culturale integrato del territorio (Polo bibliotecario), che ha riunito la Biblioteca provinciale e la Biblioteca nazionale di Potenza, cui è stata affidata la gestione del Polo.
Il Protocollo d’intesa che ha portato all’integrazione funzionale e gestionale delle due biblioteche, è stato sottoscritto nell'attuale sede del Polo, l’immobile denominato Bibliomediateca provinciale, appartenente al patrimonio edilizio della Provincia di Potenza, a nord del Rione Santa Maria. A fronte della concessione in uso gratuito dell’immobile da parte della Provincia, il Ministero si è impegnato ad assumere a proprio carico gli oneri gestionali dell’edificio e del patrimonio librario, nonché la spesa iniziale per l’acquisto delle attrezzature e degli arredi per l’allestimento e la fruizione del Polo. La direzione del Polo è stata affidata alla Biblioteca nazionale di Potenza. Dopo un anno esatto dalla stipula del Protocollo di intesa, l’edificio ha riaperto le sue porte al pubblico in occasione delle Giornate FAI d’Autunno (13-14 ottobre 2018). Il 6 luglio 2020 il Polo ha inaugurato i servizi in presenza, seppur in maniera limitata a causa delle restrizioni imposte dalla pandemia di COVID-19.

## Patrimonio
La biblioteca possiede un significativo fondo antico proveniente in gran parte dai conventi soppressi di Avigliano, Cancellara, Salandra e Potenza, e annovera, tra gli altri, i fondi Ciasca, Consoli Fiego e Pedio. Il patrimonio comprende manoscritti, incunabuli, cinquecentine, libri del ‘600, del ‘700, un importante fondo meridionalistico e storico-letterario del 1800, arricchitosi di volumi del ‘900 e contemporanei e di una cospicua collezione di argomento giuridico. La biblioteca conserva un consistente archivio storico. Di notevole valore è la raccolta locale che annovera documentazione socio-storico-letteraria dell’intera regione a partire già dal 1600. La biblioteca conserva circa 1.300 testate periodiche, in gran parte estinte, e un'importante collezione di riviste e giornali locali fin dal 1808.

## Servizi

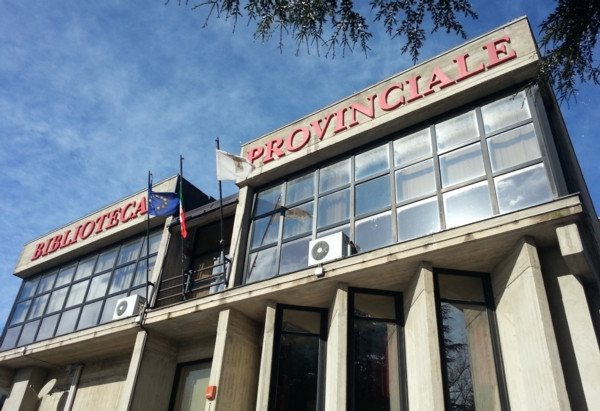
La sede in via Maestri del Lavoro

Nel 1902 la biblioteca fu ammessa al prestito con le altre biblioteche pubbliche governative. L’attività del pubblico è ben documentata dall'archivio storico.
Nel 1903 la Deputazione provinciale approvò il primo regolamento della Biblioteca provinciale su proposta di Ettore Ciccotti, che contribuì all’incremento della raccolta bibliografica, curò e sostenne l’organizzazione biblioteconomica e l’impianto del catalogo, riuscendo tra l’altro a ottenere il distacco temporaneo a Potenza di personale bibliotecario delle biblioteche governative. Fin dalla sua istituzione la Provinciale ebbe un pubblico assiduo e vario, in prevalenza composto da studenti e docenti, e una significativa frequenza femminile.
Dal 1992 la Biblioteca provinciale fa parte del polo SBN della Regione Basilicata.
La Biblioteca provinciale di Potenza fa parte delle biblioteche italiane cui spetta di diritto il deposito di una copia di tutto quanto viene pubblicato in Basilicata.

### Il progetto Mediateca 2000
La Mediateca allestita con i finanziamenti del Progetto Mediateca 2000 del Ministero per i Beni e le Attività Culturali ed inserito nel progetto “Mediateca 2000″, oltre che nell’Accordo di Programma Quadro stipulato tra il MIBAC e la Regione Basilicata nel 2001, ha ospitato iniziative tese a valorizzare e diffondere la cultura cinematografica e conserva materiale multimediale su vari supporti.

### L'emerografia lucana in digitale
Un progetto di digitalizzazione e indicizzazione del materiale più prezioso, nato nel 1998, ha dato vita all’Emerografia lucana in digitale, una collezione di giornali lucani d’epoca relativi alla storia della Basilicata, facente parte della Biblioteca Digitale Italiana. L'emeroteca comprende circa 150 periodici, più di 105.000 pagine, 7.675 fascicoli stampati dal 1808 al 1950, tutti liberamente consultabili online. Attraverso una ricognizione su tutto il territorio regionale, sono confluiti nella raccolta anche fascicoli mancanti o testate conservate in altre biblioteche, soprattutto nella Biblioteca Provinciale di Matera intitolata a Tommaso Stigliani, o provenienti da fondi privati.

## Direttori
- Giovanni Ianora (1904-1912)
- Sergio De Pilato (1912-1941)
- Edoardo Pedio (reggente durante l'assenza di De Pilato richiamato alle armi, 1917-1919)
- Stefano Nicola Lauria (1941-1945)
- Ferdinando Tantalo (1945-1954)
- Giustino Tantalo (1954-1960)
- Giulio Stolfi (1960-1967)
- Pietro Borraro (1967-1973)
- Giuseppe Giovanni Monaco (1975-1991)
- Angela Costabile (1991-2016)
- Enrico Spera, in qualità di Dirigente dell'Ufficio Cultura e Biblioteca della Provincia di Potenza (2016-2019)
- Anna Pilogallo, in qualità di Direttore del Polo culturale integrato (2019-)

## Bibliotecari
Tra i bibliotecari che hanno prestato il loro servizio presso la Biblioteca provinciale di Potenza si ricordano la già citata Teresa Motta (dal 1919 al 1950), Maria Nicoletta Riviello (dal 1980 al 2005), presidente della sezione Basilicata dell'Associazione italiana biblioteche dal 1994 al 1997 e dal 2002 al 2005, Carmelina D'Andrea, a lungo responsabile della sezione lucana, Nicolina Cardone, socia d'oro dell'Associazione italiana biblioteche e Luigi Catalani, vincitore nel 2003 dell'ultimo concorso per bibliotecari bandito dalla Provincia di Potenza e presidente della sezione lucana dell'Associazione italiana biblioteche dal 2005 al 2011.